# Boust
Boust település Franciaországban, Moselle megyében. Lakosainak száma 1159 fő (2022. január 1.). Boust Breistroff-la-Grande, Cattenom, Hettange-Grande és Roussy-le-Village községekkel határos.

## Népesség
A település népességének változása:
| Lakosok száma | 482  | 685  | 738  | 945  | 1166 | 1205 | 1228 | 1180 | 1156 | 1159 |
|               | 1968 | 1982 | 1990 | 2006 | 2013 | 2015 | 2017 | 2019 | 2020 | 2022 |